# Лю Цзяюй
Лю Цзяюй (кит.: 刘佳宇, [ljǒu tɕjá ỳ]) —  китайська сноубордистка, що спеціалізується в хафпайпі, олімпійська медалістка, чемпіонка світу, чемпіонка та медалістка Азійських ігор.
Срібну олімпійську медаль Лю виборола на Пхьончханській олімпіаді 2018 року в хафпайпі.

## Виноски
1. ↑  Olympedia — 2006.
2. ↑  Women's halfpipe results